# Neoliodes ocellatus
Neoliodes ocellatus är en kvalsterart som beskrevs av Pearce 1906. Neoliodes ocellatus ingår i släktet Neoliodes och familjen Neoliodidae. Inga underarter finns listade i Catalogue of Life.